# Hôn nhân cùng giới ở San Luis Potosí
Hôn nhân cùng giới ở tiểu bang San Luis Potosí của México đã được hợp pháp kể từ ngày 21 tháng 5 năm 2019. Quốc hội tiểu bang đã phê chuẩn dự luật hợp pháp hóa hôn nhân cùng giới vào ngày 16 tháng 5 năm 2019. Nó đã được Thống đốc ký vào luật ngày 17 tháng 5 và được công bố trên tạp chí chính thức vào ngày 20 tháng 5.  Luật có hiệu lực vào ngày hôm sau.

## Dự luật
Một cuộc thăm dò ý kiến năm 2017 được thực hiện bởi Gabinete de Comunicación Estratégica cho thấy 50% cư dân San Luis Potosí ủng hộ hôn nhân cùng giới. 46% đã phản đối.
Theo một cuộc khảo sát năm 2018 của Acaduto Nacional de Estadística y Geografía (INEGI), 39% người San Luis Potosí phản đối công khai hôn nhân cùng giới.